# Катафалк (транспорт)

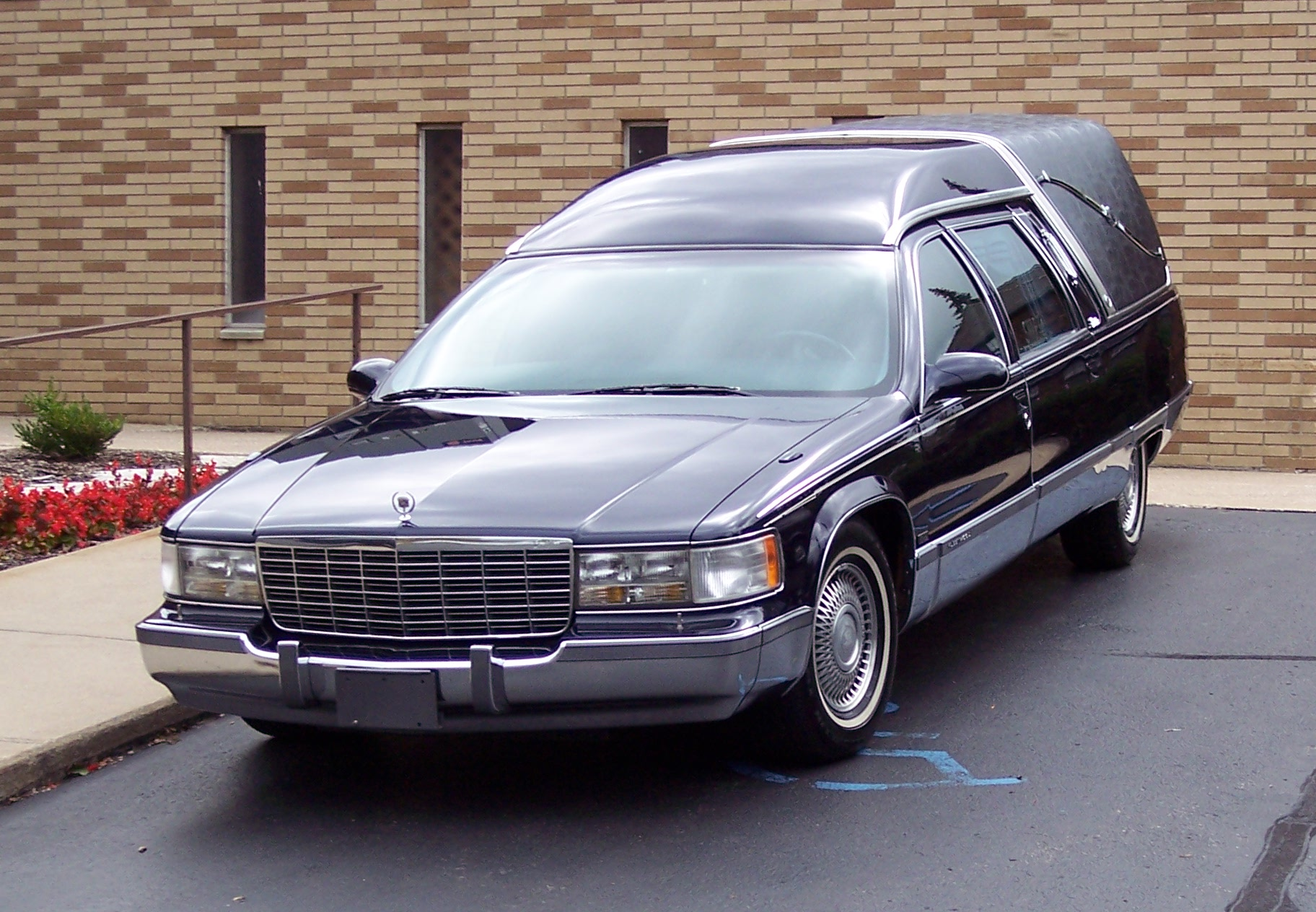
Катафалк Cadillac Fleetwood 1990-х років.

Катафа́лк — транспортний засіб, призначений для перевезення труни з тілом небіжчика, родичів і близьких померлого на цвинтар, до будівлі траурних цивільних обрядів або в крематорій і повернення учасників з похорону.
Колись для пересувних катафалків використовували кінні вози (похоронні дроги).

## Галерея пересувних катафалків

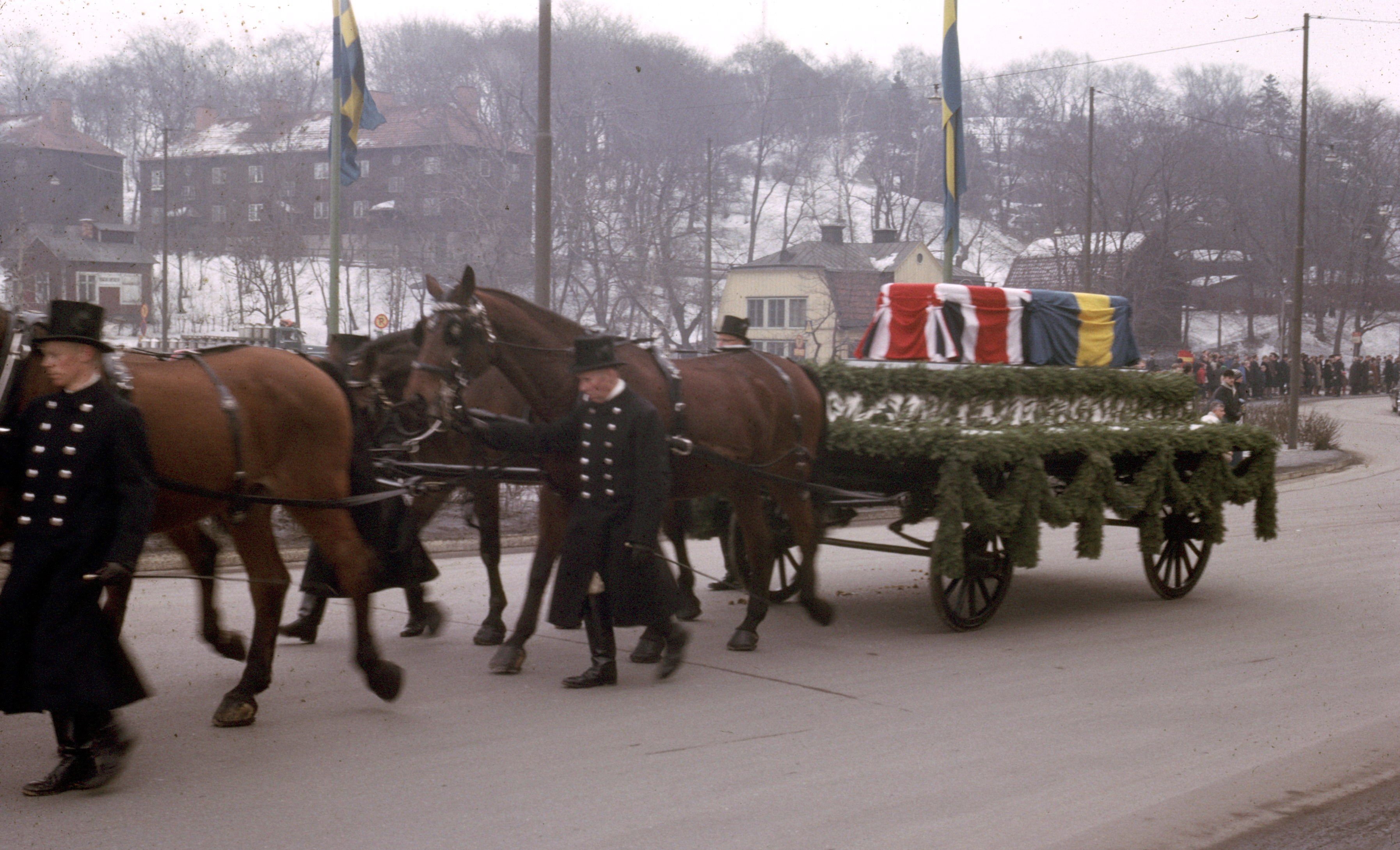
Катафалк-віз. Швеція, 1965
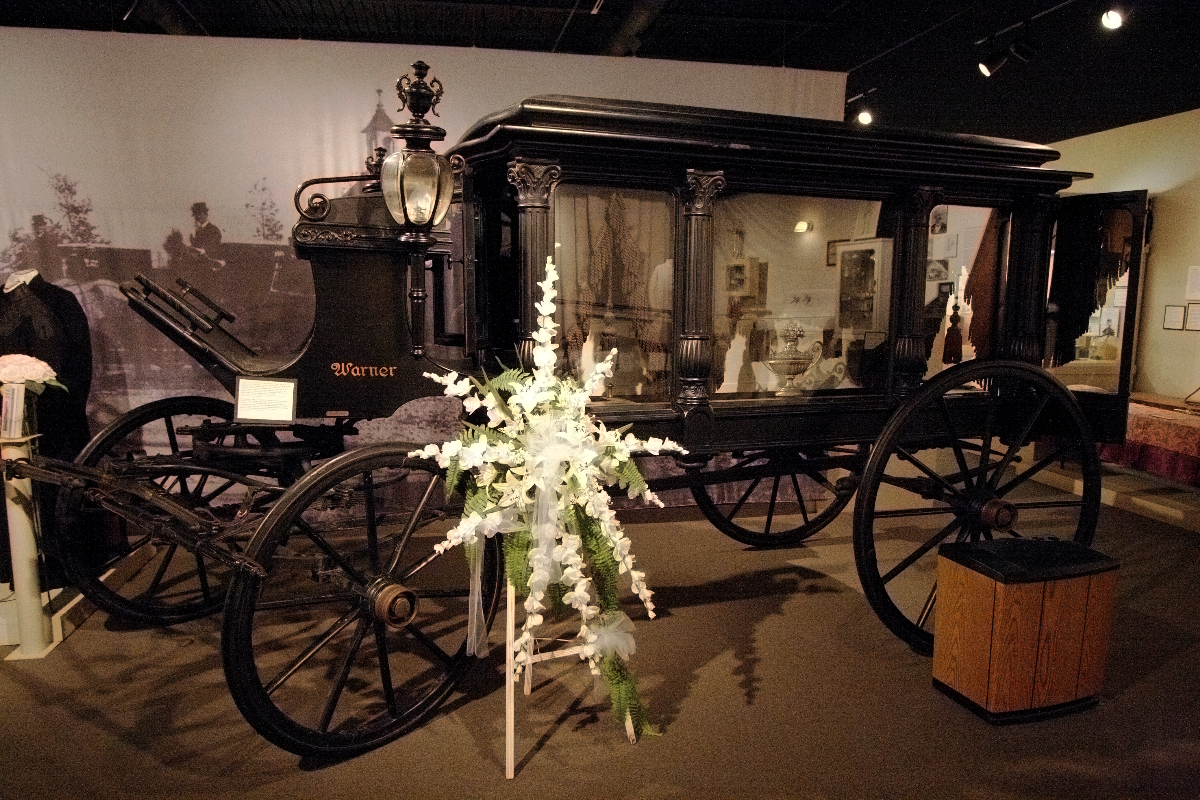
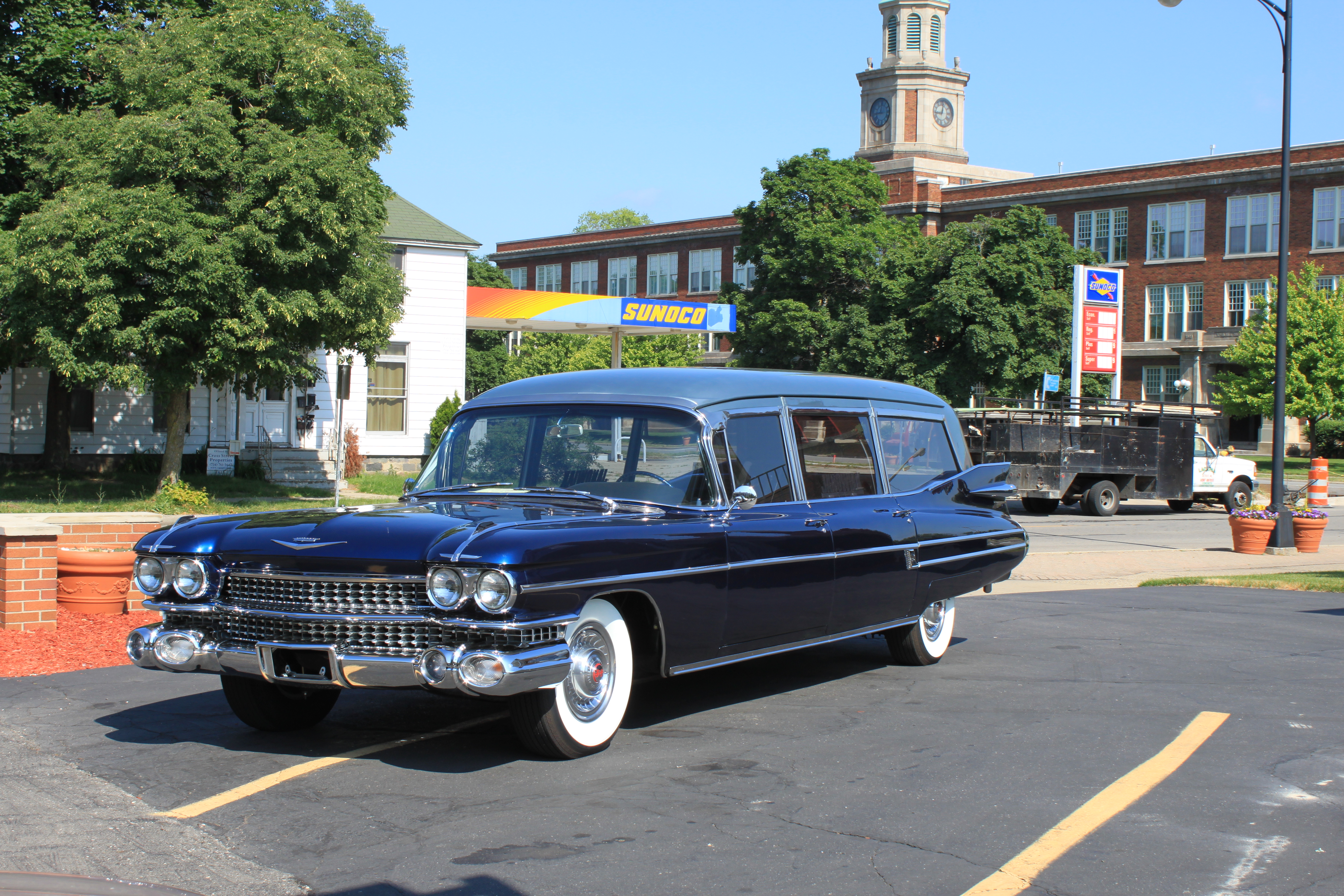
Cadillac hearse, 1959
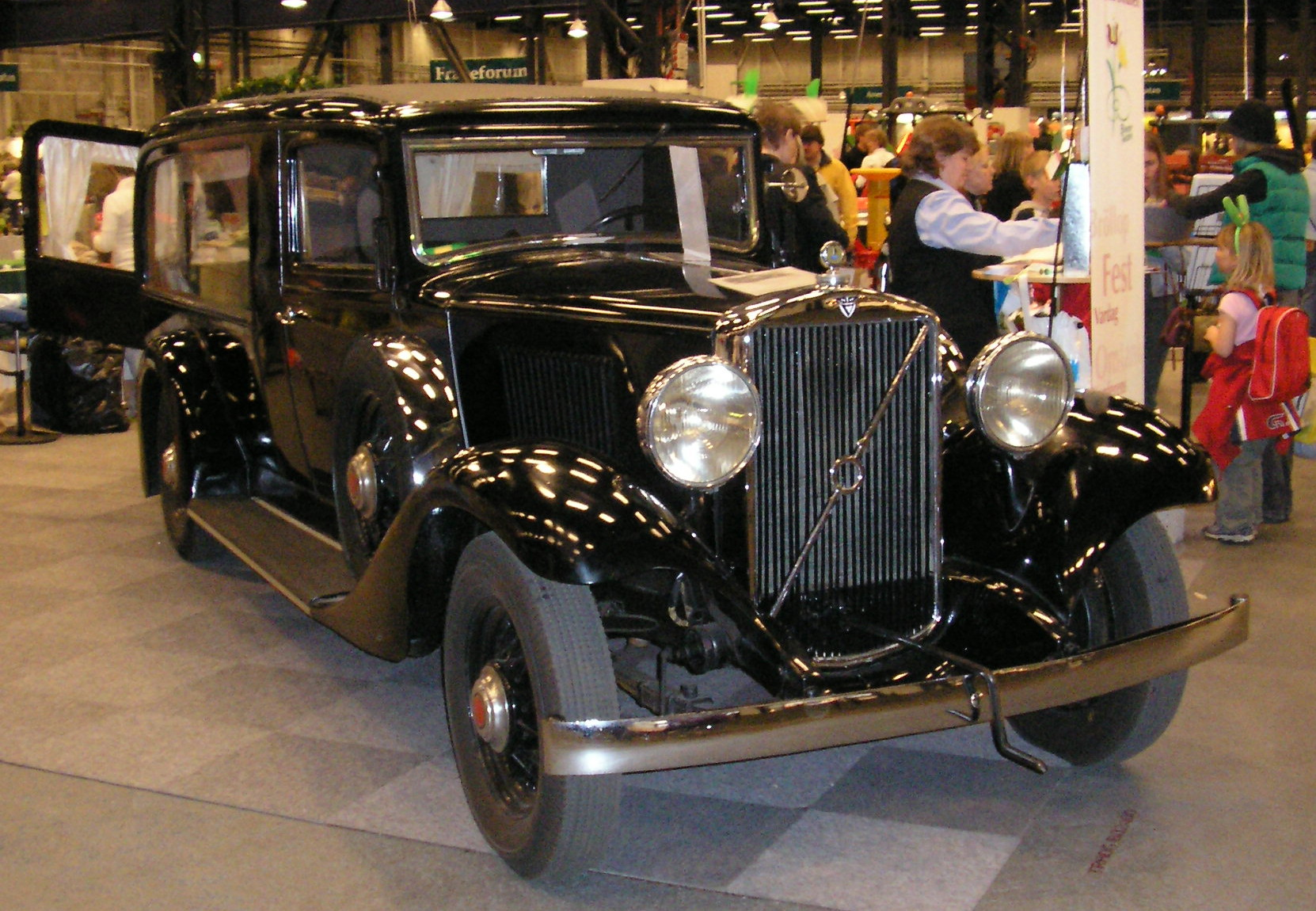
Катафалк-лімузин від Volvo
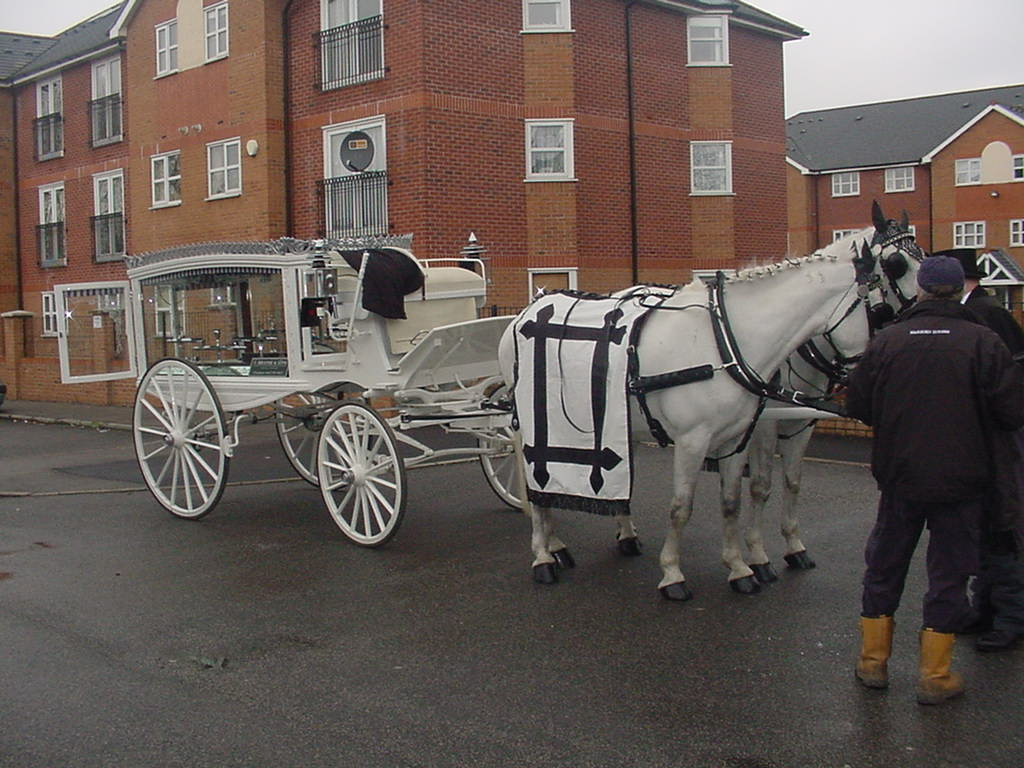
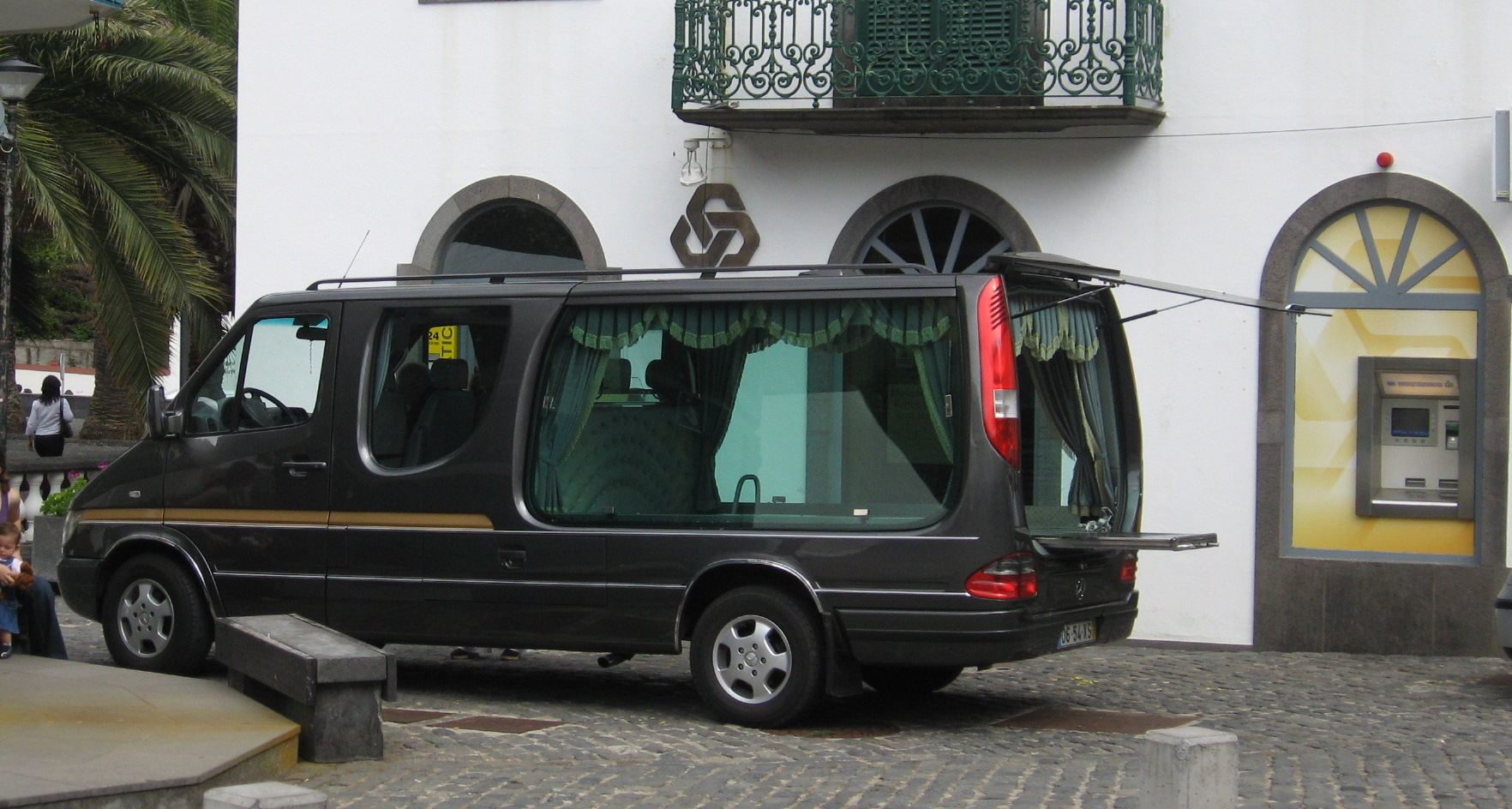
Mercedes
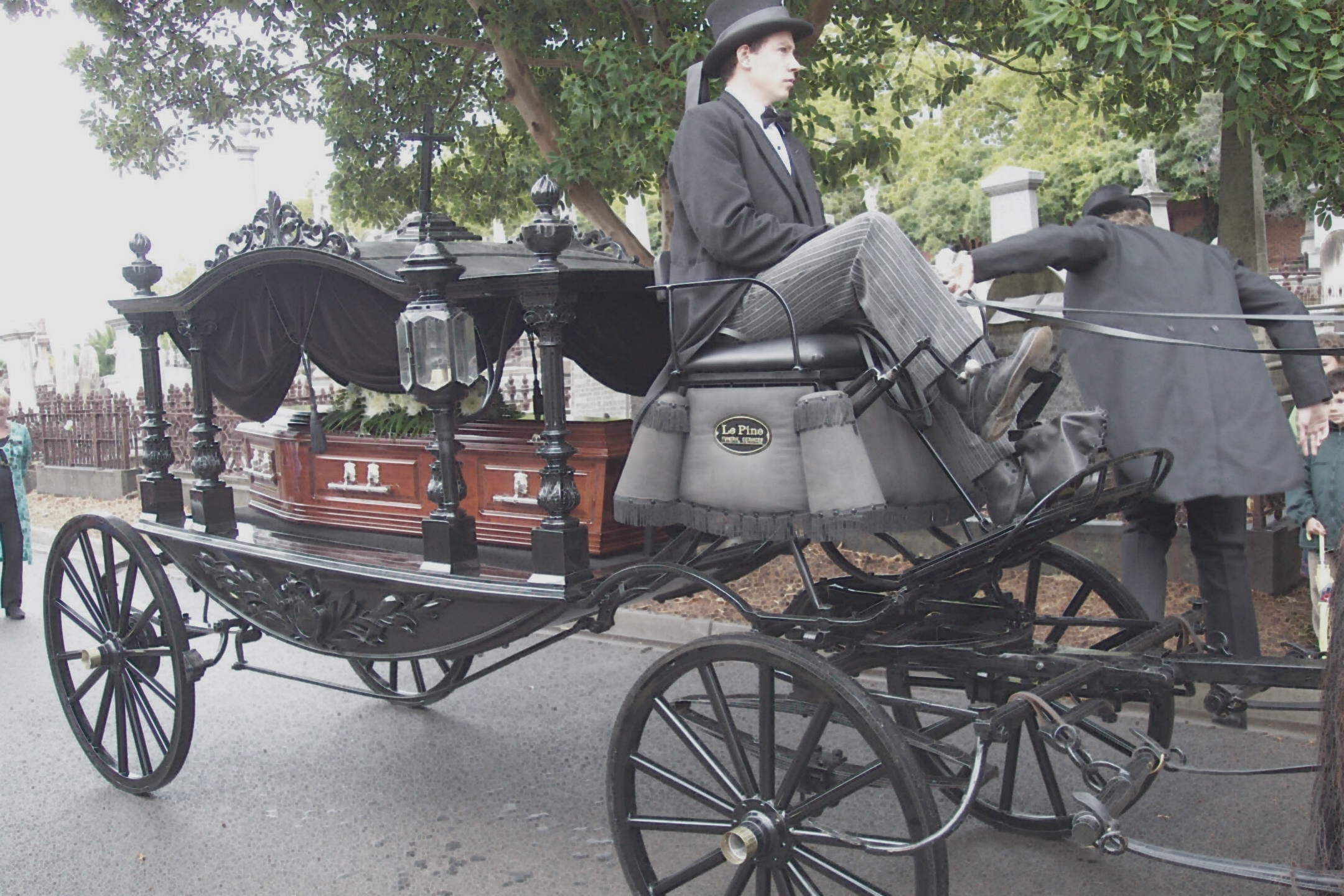
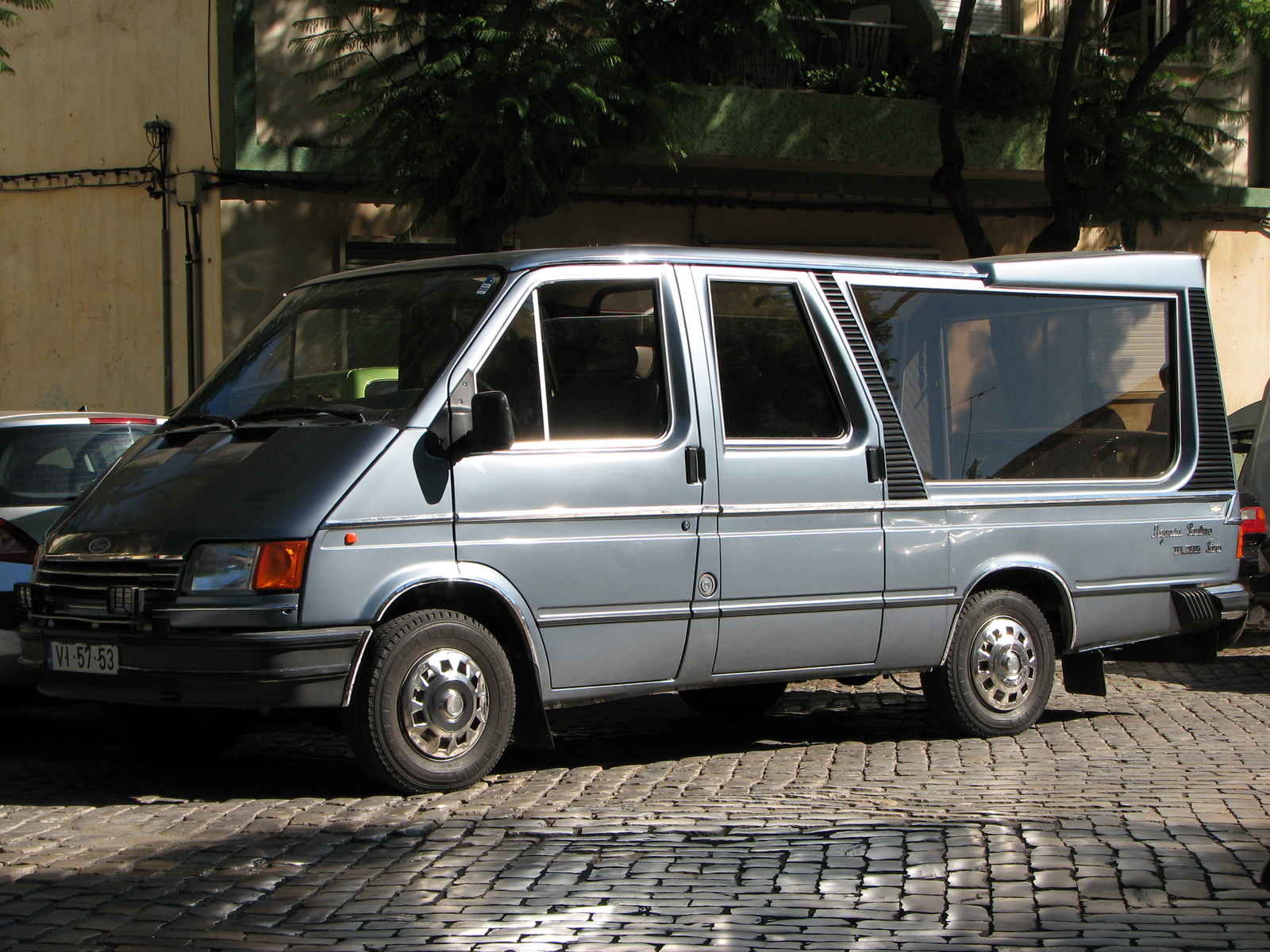
Ford Transit
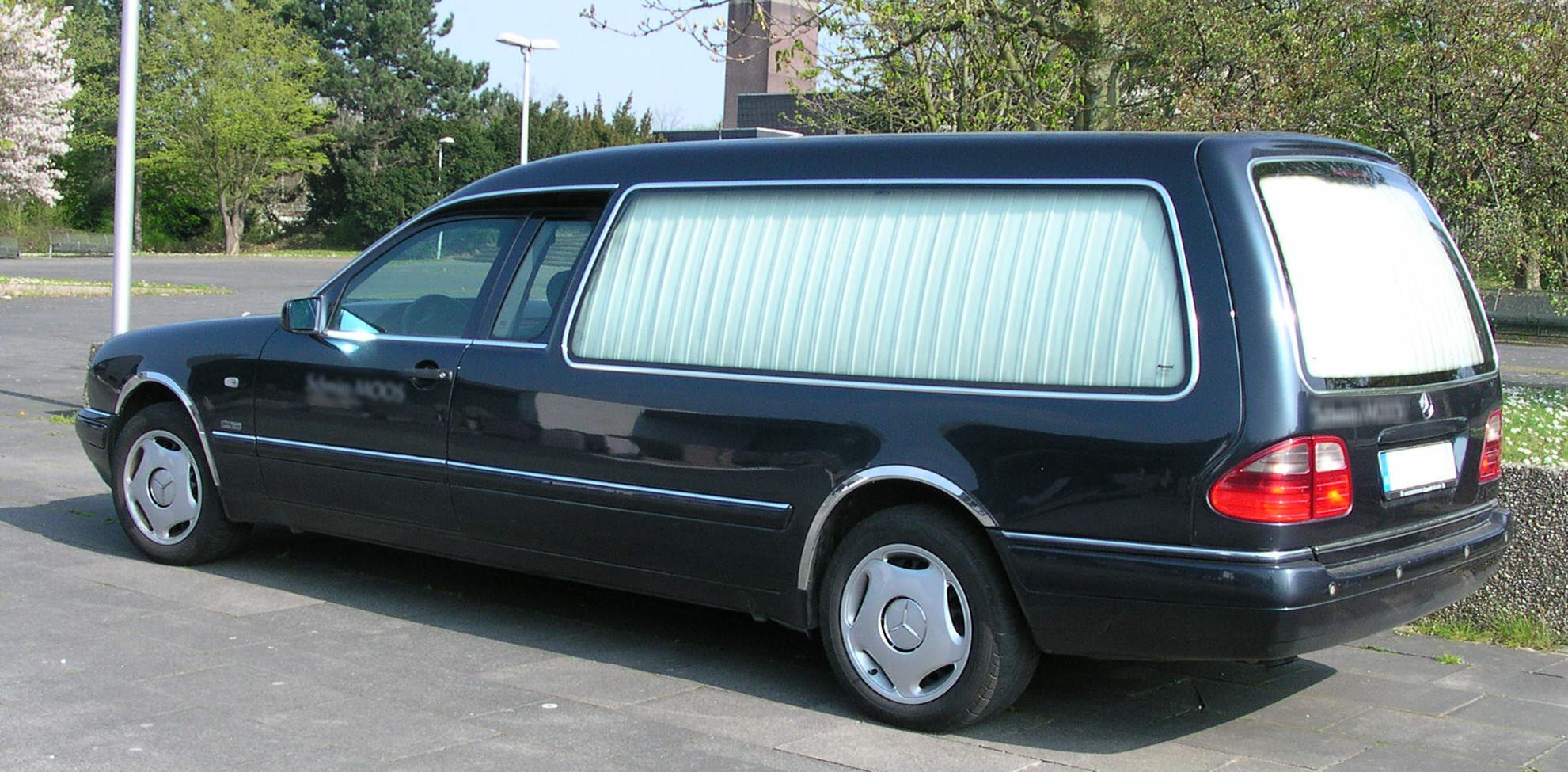
Mercedes-Benz W210
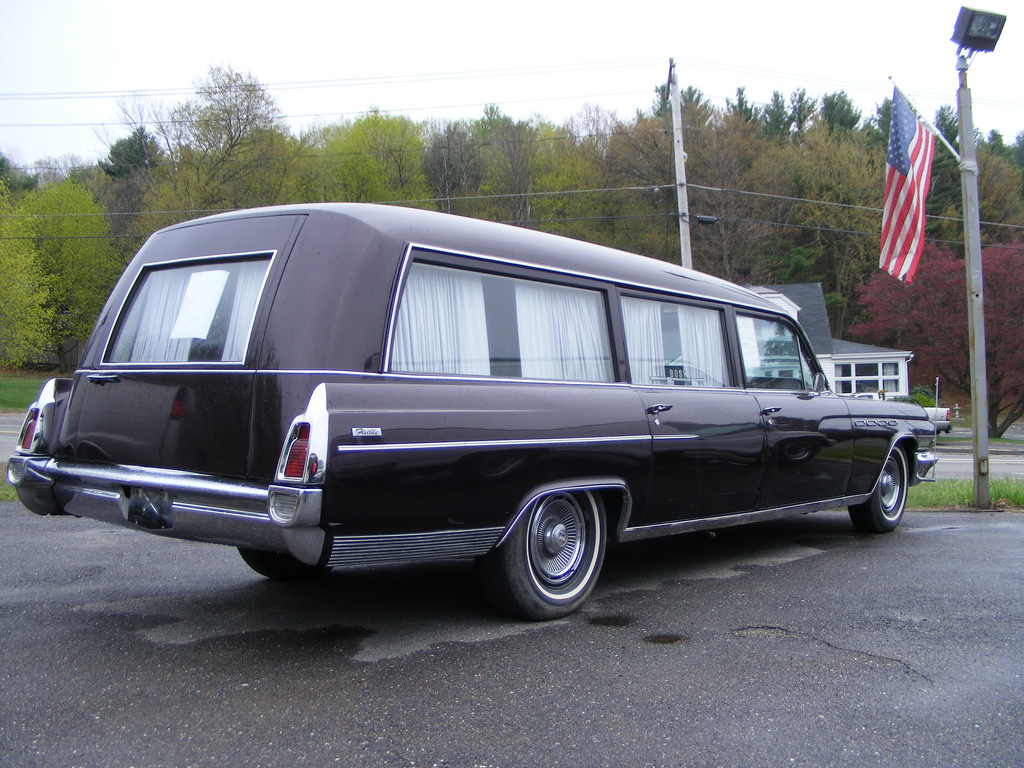
Buick
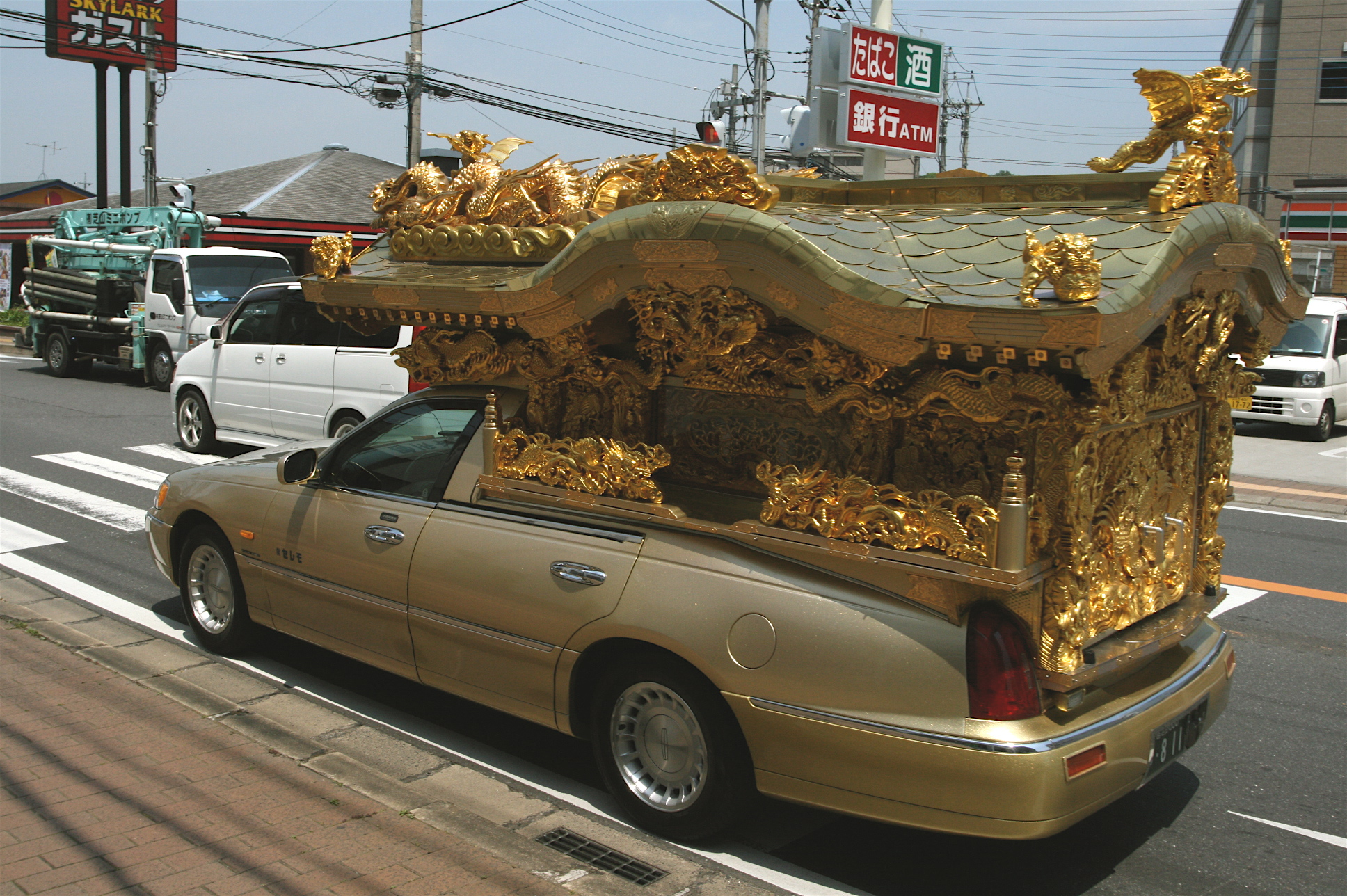
У буддистському стилі
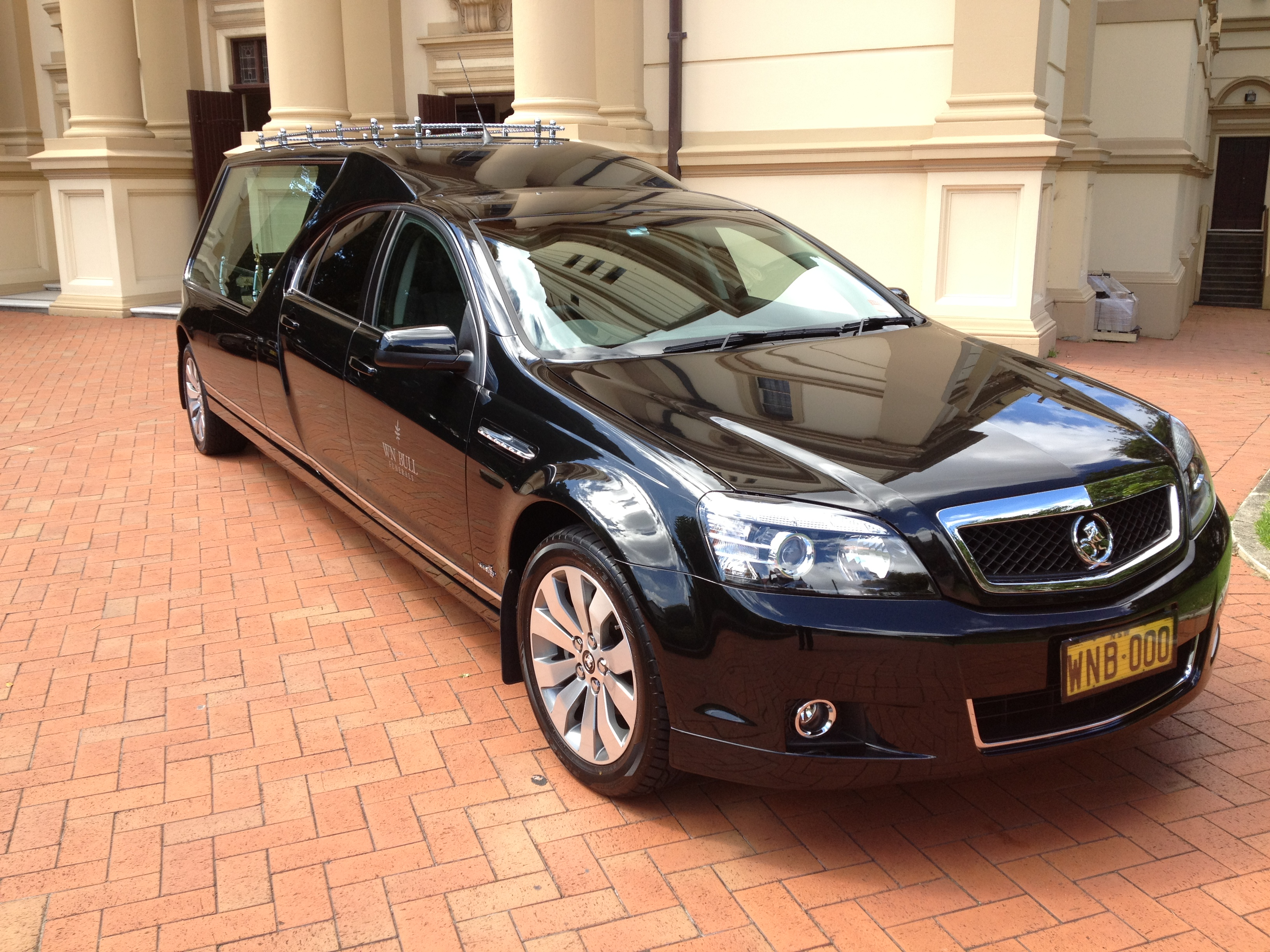
Сучасний катафалк з Австралії